# Callaway Golf

Logo der Marke Callaway Golf

Callaway, rechtlich Topgolf Callaway Brands Corp., ist ein börsennotiertes, US-amerikanisches Unternehmen mit Sitz in Carlsbad, Kalifornien. 32.000 Mitarbeiter entwickeln und produzieren Golfausrüstung wie Golfschläger, Golfbälle und weiteres Zubehör. Seit 2021 zählen auch die Driving Ranges von Topgolf zum Portfolio von Callaway. Mit einem jährlichen Umsatz von rund 3,9 Mrd. US-Dollar ist Callaway neben TaylorMade und der Acushnet Company einer der drei größten und bekanntesten Golfartikelhersteller der Welt.

## Geschichte
Das Unternehmen wurde 1982 vom damals 63-jährigen Ely Callaway (1919–2001) gegründet. Für 400.000 US-Dollar erwarb er die Hälfte des Unternehmens Hickory Stick Ltd. Dieses kleine Unternehmen produzierte in einer Nische Schläger, deren Schaft aus mit Stahl verstärktem Hickory-Holz bestand. Nach kurzer Zeit übernahm er das Unternehmen komplett und benannte sie in Callaway Hickory Stick USA um.

Das Unternehmen wuchs rasant. Anfangs lieferte der Gründer noch persönlich im eigenen Cadillac die Ware aus. Zwischen 1988 (5 Millionen US-Dollar) und 1998 (800 Millionen US-Dollar) wuchs der Umsatz enorm. Bereits 1996 galt Callaway als weltweit größter Hersteller von Golfausrüstung. Seit 1992 ist Callaway an der Börse notiert. Nach der Übernahme des US-amerikanischen Sportunterhaltungsanbieters Topgolf im Jahr 2021 firmierte das Unternehmen im September 2022 zu Topgolf Callaway Brands Corp. um.

## Produkte und Marken

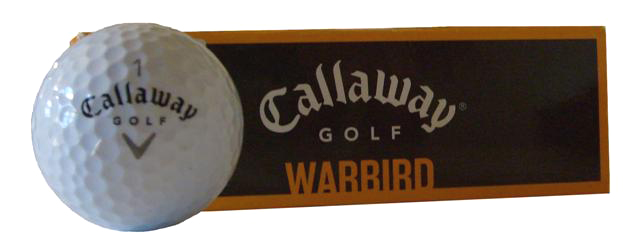
Golfball und Verpackung

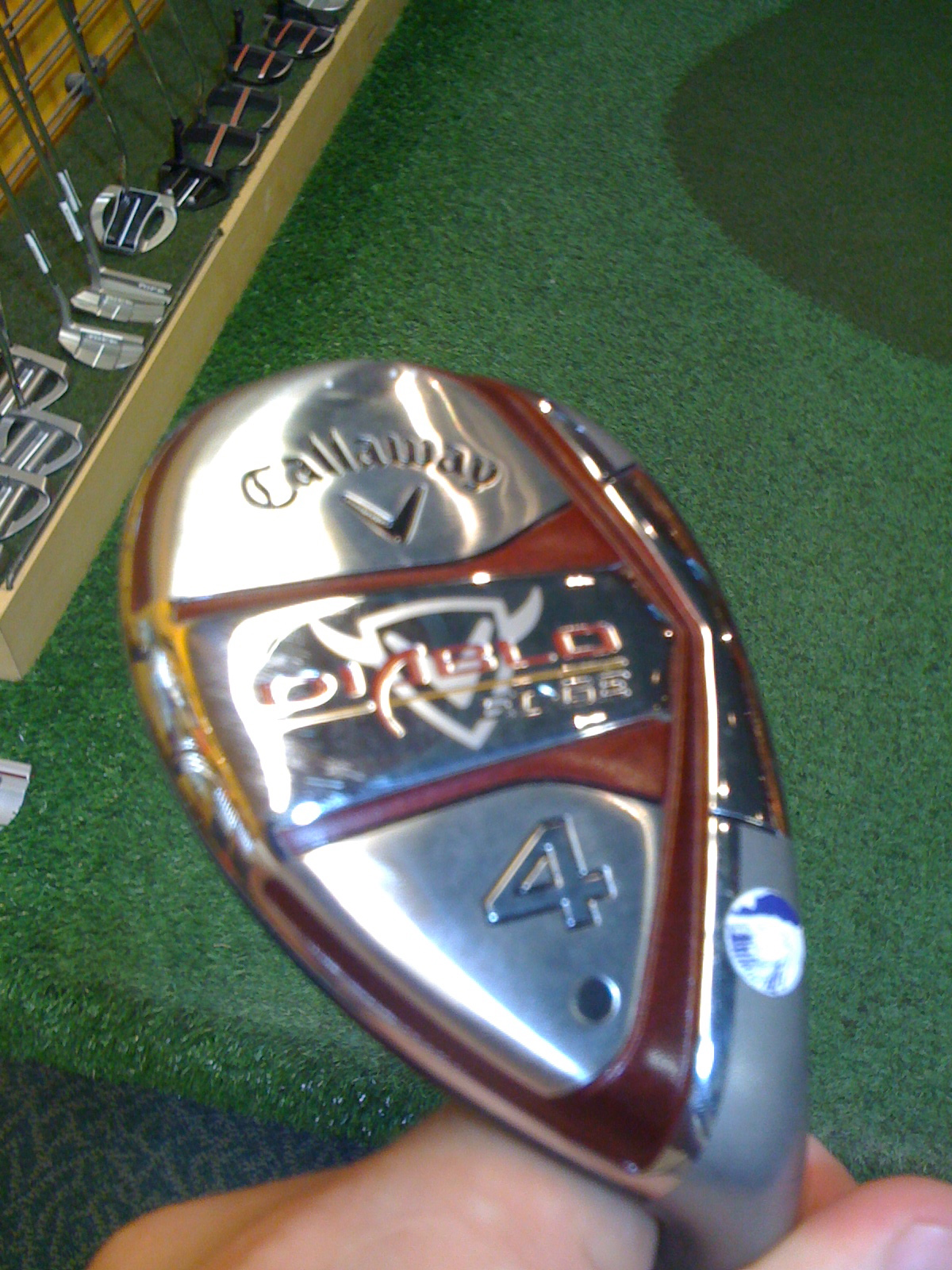
Ein 4er Hybrid von Callaway

Neben Schlägern werden von dem amerikanischen Unternehmen auch Golfbälle und andere Golfartikel hergestellt. Der Durchbruch gelang mit der Hölzerserie (Hölzer sind Golfschläger mit großen, tropfen- bis birnenförmigen Schlägerköpfen; siehe Bild) Big Bertha. Zur Callaway-Gruppe gehören der Putterhersteller Odyssey und der Schlägerhersteller Ben Hogan sowie seit Januar 2019 auch der deutsche Hersteller von Outdoor-Funktionsbekleidung Jack Wolfskin, für dessen vollständige Übernahme die Callaway Golf Company 418 Millionen Euro aufgewendet hat. Im März 2021 akquirierte Callaway das Sportunterhaltungsunternehmen Topgolf für einen Betrag von 2,66 Milliarden US-Dollar und zählt seitdem auch Driving Ranges im Unterhaltungsformat an zahlreichen Standorten in den USA sowie sieben weiteren Ländern zu seinem Portfolio.

## Big Bertha
Eng verbunden mit dem Aufstieg Callaway ist der Driver Big Bertha, der Anfang der 1990er auf den Markt kam. Namensgeber war das deutsche Haubitzen-Geschütz Dicke Bertha, das in Deutschland im Ersten Weltkrieg eingesetzt wurde und als Waffe gefürchtet war. Diesen Namen fand Gründer Callaway passend für seinen neuartigen Driver. Während übliche Modelle damals noch aus Persimmon-Holz bestanden, bestand die Big Bertha aus Stahl. Zudem war sie mit 190 cm³ für damalige Verhältnisse ungewöhnlich groß. Gleich im ersten Jahr erzielte Callaway einen Umsatz von 21,5 Millionen US-Dollar.
Dieser Erfolg wurde in den Jahren durch Weiterentwicklungen des Drivers ausgebaut. Great Big Bertha und die Biggest Big Bertha kamen auf den Markt. Als Werkstoff wurde Titan verwandt. Seit 1994 werden mit den Big Bertha Irons auch Eisenschläger unter diesem Label produziert.

## Spieler
Eine Vielzahl namhafter Profigolfer werden von Callaway ausgestattet. Darunter sind unter anderen Annika Sörenstam, Phil Mickelson, Ernie Els, Rich Beem und Thomas Bjørn.